# Élisabeth Catherine Ballard
« La Veuve Boivin », de son vrai nom Élisabeth Catherine Ballard, veuve de Sieur François Boivin, est un éditrice de musique très connue à Paris au XVIIIe siècle, fille de Jean-Christophe Ballard.
La maison d'éditions musicales a été fondée en 1721 par François Boivin (vers 1693–1733) et son oncle, Michel Pignolet de Montéclair ; elle est située rue Saint-Honoré, à l'enseigne de la Règle d'Or. À la mort de François Boivin, c'est sa veuve qui reprend la direction de l'affaire.
La maison d'édition publie entre autres, plusieurs recueils de sonates de Scarlatti vers 1742 et les « Sonates pour deux pardessus de viole » de Barthélemy de Caix (vers 1750).
Sa marque se retrouve sur nombre de partitions publiées et vendues à Paris jusqu'en 1753, date à laquelle elle cède son affaire à Marc Bayard. Elle meurt en 1776.

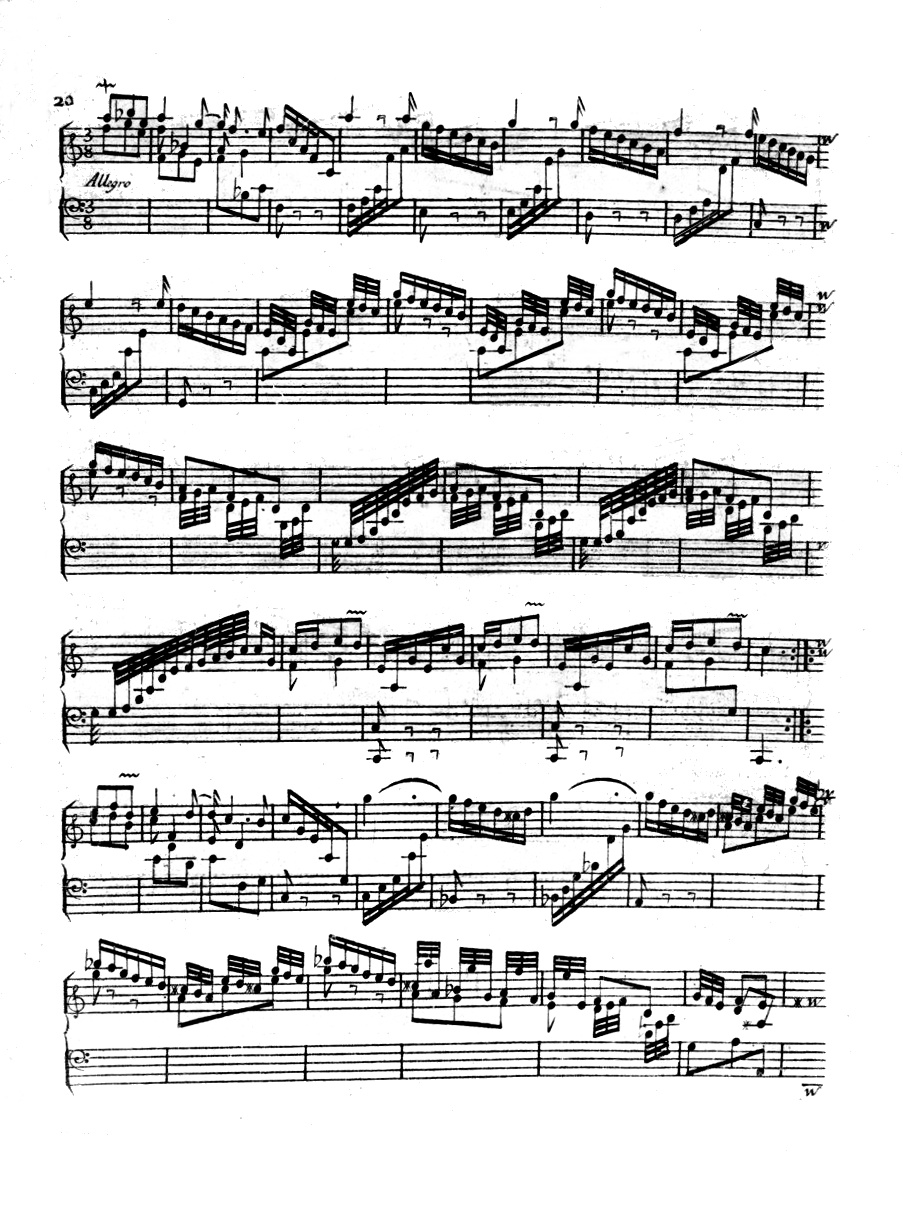
Scarlatti, sonate K. 38 dans le premier recueil no 12.
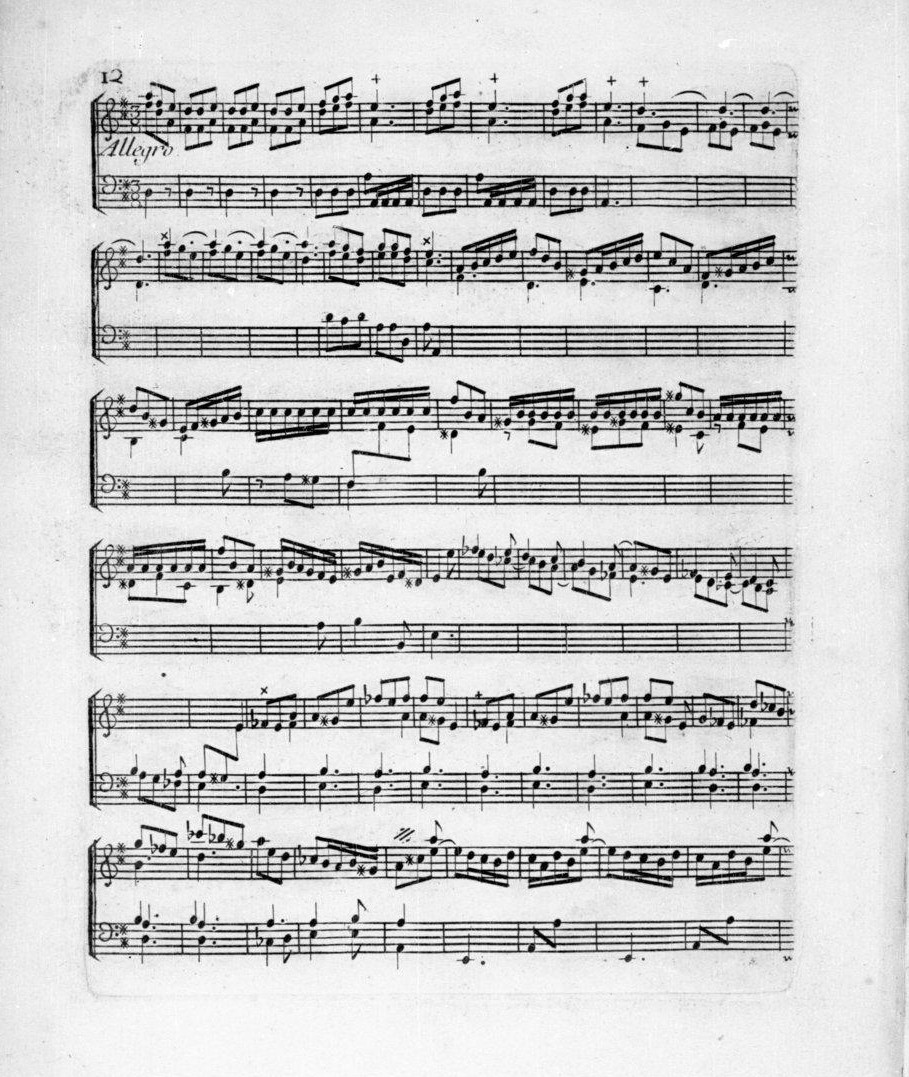
Scarlatti, sonate K. 96, recueil III,5.